# Perché il mondo è matematico?
(Incipit)
Perché il mondo è matematico? è un libro di J. D. Barrow pubblicato da Editori Laterza nel 1992.
Lo scritto consiste in un breve saggio sulle origini della matematica e sul modo in cui questa è capace di descrivere il mondo naturale. Inoltre viene dedicato ampio spazio all'evoluzione del pensiero matematico, specie riguardo al concetto di auto-consistenza (una sorta di auto-dimostrazione della solidità della matematica stessa). In particolare il libro affronta temi di filosofia della matematica come l'origine del concetto di numero, i sistemi di numerazione nelle varie culture al mondo (ottale, decimale, decimale posizionale, esadecimale, sessagesimale), temi di filosofia della scienza quali programma di Hilbert e teoremi di incompletezza di Godel a suffragio della tesi iniziale tra assoluto e relativo, 
tematiche filosofiche sull'origine della matematica (intuizionismo, logicismo, bourbakismo  e cantorismo) nonche' temi di filosofia della mente (categoria kantiane e compressione algoritmica delle mente). Il testo si fonda su una serie di lezioni tenute da Barrow all'Università degli Studi di Milano.

## Edizioni
- J. D. Barrow, Perché il mondo è matematico?, traduzione di Bruna Tortorella, 1 ed., collana Lezioni italiane Fondazione Sigma-Tau, Editori Laterza, 1992,  pp. 102, cap. 4, ISBN 88-420-4028-2.